# Phugatherium
Il fugaterio (gen. Phugatherium) è un roditore estinto appartenente ai caviomorfi. Visse tra il Pliocene inferiore e il Pleistocene inferiore (5 – 2 milioni di anni fa) e i suoi resti sono stati ritrovati in Sudamerica.

## Descrizione
Di taglia simile a quella di un odierno tapiro asiatico (Tapirus indicus), questo grande roditore era uno stretto parente dei capibara. Il suo cranio, lungo il doppio di quello del capibara, possedeva un muso allungato e stretto e raggiungeva i 50 centimetri; la dentatura era caratterizzata da incisivi molto sviluppati e una serie di molari dotati di smalto. Il terzo molare, di grandi dimensioni, era dotato di 14-18 prismi indipendenti negli esemplari adulti (tranne gli ultimi due-quattro prismi, che in alcuni casi erano uniti). Era presente un diastema nella mandibola, al contrario del capibara attuale. 
Il femore e l'omero erano proporzionalmente molto simili a quelli della forma attuale, mentre radio, tibia, perone e altre ossa delle zampe erano molto più sviluppate. 

## Classificazione
La tassonomia dei capibara estinti del Sudamerica è molto complicata: attualmente i generi Phugatherium, Chapalmatherium e Protohydrochoerus sono considerati sinonimi, e poiché Phugatherium è stato il primo a essere descritto (da Florentino Ameghino nel 1887) questo genere ha la priorità sugli altri due. La specie tipo è Phugatherium cataclisticum, che è anche la più antica (Pliocene inferiore dell'Argentina). Altre specie sono P. novum (Pliocene inferiore), P. saavedrai (Pliocene inferiore-medio) e P. dichroplax (Pliocene medio-Pleistocene inferiore); quest'ultima specie, nonostante sia stata l'ultima ad apparire (stando almeno al record fossile), sembrerebbe essere la meno derivata. 
Phugatherium è un membro degli idrocherini, la sottofamiglia di roditori caviomorfi a cui appartiene l'attuale capibara; Phugatherium appartiene a un clade di "capibara corridori" di cui fa parte anche l'affine Hydrochoeropsis. Altri stretti parenti del capibara includono Neochoerus, vissuto nel Pleistocene, e l'arcaico Cardiatherium del Miocene-Pliocene.

## Paleoecologia
A causa dell'allungamento delle ossa delle zampe, si ritiene che il fugaterio fosse un animale corridore, al contrario del capibara.  La sua alimentazione doveva includere piante che crescevano nelle immediate vicinanze delle zone paludose, anche se alcuni paleontologi ritengono che il protoidrochero non fosse un animale anfibio. 